# Lactobacillus delbrueckii
Lactobacillus delbrueckii е вид бактерии от семейство Лактобацилови. Част е от микробиота на долния репродуктивен тракт на жените.

## История
Видът носи името на Макс Делбрюк, на когото е кръстен и Берлинският институт за ферментационни индустрии, където L. delbrueckii и L. delbrueckii subsp. bulgaricus се произвеждат в индустриален мащаб от около 1896 г.
Статия, публикувана през 1983 г. от Weiss, Schillinger и Kandler, описва съществените прилики между подвидове на L. delbrueckii, които дотогава са считани за отделни видове.